# Earl Wilbur Sutherland Jr.
Earl Wilbur Sutherland Jr. (19.11.1915 – 9.3.1974) là một nhà dược lý học và nhà hóa sinh người Mỹ đã đoạt Giải Nobel Sinh lý và Y khoa năm 1971 "cho các công trình phát hiện liên quan tới các bộ máy hoạt động của các hormone," đặc biệt là epinephrine (tức adrenaline), thông qua các second messenger (chẳng hạn như cyclic adenosine monophosphate (adenosine monophosphate vòng, viết tắt là cyclic AMP hoặc cAMP).

## Cuộc đời và Sự nghiệp
Sutherland sinh tại Burlingame, Kansas. Ông đậu bằng cử nhân khoa học năm 1937 ở trường Đại học Washburn, tại Topeka, Kansas và đậu bằng tiến sĩ y khoa năm 1942 ở Trường Y học Đại học Washington (Washington University School of Medicine) tại St. Louis, Missouri.
Trong Chiến tranh thế giới thứ hai, ông phục vụ trong quân đội như một bác sĩ quân y. Khi chấm dứt chiến tranh, ông trở lại Đại học Washington làm nhà nghiên cứu trong phòng thí nghiệm dược lý học của Carl Ferdinand Cori, một người đã đoạt giải Nobel. Năm 1953, ông làm giám đốc phân ban dược lý học ở Đại học Case Western Reserve (sau là Đại học Western Reserve) tại Cleveland, Ohio, nơi ông khám phá ra vai trò của cyclic AMP (adenosine monophosphate vòng) trong việc làm trung gian hoạt động của một số hormone. Năm 1963, do muốn giảm bớt nhiệm vụ nghiên cứu, Sutherland chuyển sang Trường Y học Đại học Vanderbilt tại Nashville, Tennessee, nơi ông làm giáo sư khoa sinh học tới năm 1973. Vào thời điểm từ trần năm 1974, Sutherland là giáo sư khoa hóa sinh lỗi lạc ở Trường Y học Đại học Miami.

## Giải thưởng và Vinh dự
Ngoài giải Nobel Y học năm 1971, Sutherland còn đoạt giải quốc tế Quỹ Gairdner năm 1969, giải Albert Lasker cho nghiên cứu Y học cơ bản năm 1970, và được thưởng "Huy chương quốc gia về Khoa học" (National Medal of Science) năm 1973. Ông cũng được bầu vào Viện Hàn lâm Khoa học quốc gia Hoa Kỳ (United States National Academy of Sciences) năm 1966.
Một nhà ngủ tập thể của sinh viên ở Vanderbilt được đặt theo tên ông và một tấm biển trưng hình được đặt ở đây để tưởng niệm các thành tựu của ông.